# Ifá
Ifá es una religión Yoruba y un sistema de adivinación. Su corpus literario son los Odu Ifá. Orunmila es identificado como el Gran Sacerdote, pues fue él quien reveló la divinidad y la profecía al mundo. Los babalawos usan o bien una cadena de adivinación llamada Opele, o semillas de la palma sagrada llamada Ikin, sobre una bandeja de adivinación de madera llamada Opon Ifá.
El Ifá se practica a lo largo de las Américas, África Occidental y las Islas Canarias[cita requerida], en la forma de un complejo sistema religioso, y juega un papel central en las tradiciones de la santería, candomblé, palo, umbanda, vudú, y otras religiones afroamericanas, así como en algunas religiones africanas tradicionales. El sistema de adivinación ifá fue inscrito en 2008 en la Lista Representativa del Patrimonio Cultural Inmaterial de la Humanidad (Nigeria) de la UNESCO.
Ifá es un complejo sistema religioso de origen indeterminado, pero aglutinado y sistematizado en África Occidental, a partir de las enseñanzas de Òrúnmìlà, Irúnmòle (Espíritu) de la religión Yoruba denominado Elérì Ìpin Ibìkejì Olódùmarè (testigo de toda la creación del destino, el segundo de Olódùmarè). A través de este sistema los babalawos (padres de los secretos) invocan a Orunmila y a Eshu para predecir el futuro y clarificar aspectos en la vida de aquellos que buscan su guía y protección. Los babalawos realizan este trabajo con un instrumento configurado por una cadena llamado opele o con semillas de la palma sagrada de ikines. Según las distintas combinaciones de los 16 mejis principales se pueden llegar a 256  signos o resultados diferentes, los cuales reúnen diversas enseñanzas, consejos y ebó o sacrificios.
Explican fraccionariamente las leyes que integraron e intervinieron en la formación del universo y la naturaleza en el momento de la creación y en donde se inserta además, el destino de los seres humanos y los patrones que lo gobiernan. Ellos representan la explicación del mundo. De hecho, “El sistema de ifá puede considerarse un compendio de volúmenes completos, y cada uno está subdividido en numerosos capítulos. Todos los fenómenos y manifestaciones de la naturaleza, en parte, conforman un ideograma de Ifá como la resultante de un evento en cuestión.

## El Sacerdocio en Ifá
El Sacerdote de Ifá ("Padre del Secreto"), es una persona iniciada a una deidad llamada Orunmila, Intérprete de deberes y enseñanzas. Tienen un masivo conocimiento procedente de una multitud de anteriores Sacerdotes de Ifá y de sus ancestros, versados en una multitud de cosas, espirituales y materiales. Un Babalawo es aquel que cree en Ifá y practica las vías que tomaron nuestros ancestros cuando había un problema o un desequilibrio en alguna vida. Las personas no solamente van al Babalawo cuando hay un problema sino también van cuando quieren tomar una decisión importante en la vida. Cuando las cosas cambian rápidamente y quieren conocer por qué y como cambiarlas o hacer cosas mejores, es otra de las causas para ver al Babalawo. Un Babalawo hace honor a Olofin, a la naturaleza, y sus ancestros cada mañana. No hay diferencia entre la forma en que un Sacerdote de Ifá rinde honor y reza al Dios Supremo y otro sacerdote en cualquier otra religión o tradición.
Los mismos constituyen la más alta jerarquía dentro de la Ocha y la secta Yoruba - Lucumí. El Babalawo, según la ortodoxia cultural, es el encargado de entregar los isefa y esu, primer paso en la consagración dentro de la Santería.

Este sacerdocio impone determinada conducta social y personal, pero lo que más lo distingue es el estudio constante de la naturaleza y el Universo, pero sobre todo de textos sagrados o Tratados de Odu, una extensa obra en la que predominan el simbolismo y un intrincado lenguaje yoruba, lo que a menudo vuelve difícil e intrincada su interpretación. De ahí la obligación del Oluwo (sabio, como también se le llama al Babalawo) de estudiar a Ifá. Al Awo acuden los creyentes para resolver todo tipo de problemas (personales, de salud, espirituales, económicos, matrimoniales) pues en Ifá están reflejadas todas las situaciones de la vida y su solución. Una teoría de los adeptos afirma:
"Ya todo sucedió en el mundo una vez, y fue recogido en el Libro Sagrado de Ifá. Ahora solo falta la materia o la acción que llene de nuevo, por un instante, el espacio que habitamos".
Al sacerdocio de Ifá se puede llegar después de hacer Ocha o directamente, si así lo dispone el oráculo, y la consagración dura siete días también, aunque con características bien diferentes en los rituales. Para poder ser admitidos a esa orden superior, el aspirante debe seguir un curso de adiestramiento. En el caso de un babalawo, este proceso es largo y costoso. No se ha conocido a ninguno que haya podido seguir un curso tan extenso y tedioso que le permita realizar la labor de recitar, de memoria, las 4096 historias de Ifá.
Otros aspirantes o novicios pasan por un adiestramiento más corto en su duración. En el caso de aspirantes a sacerdotes de Aarón y Oshasin, esto se considera indispensable.

## El sistema adivinatorio de Ifá
También pudiéramos considerar al Sistema de Ifá como un compendio de 256 ideogramas o unidades geométricas, conocidas como Odù Ifá que sirven, en conjunto, como un “Banco de Datos Universal”, para codificar todos los eventos existenciales. Ese banco de datos siempre está presto a archivar nuevos eventos existenciales[cita requerida] y, en cada unidad codificada, se puede conservar perpetuamente un nuevo historial,[cita requerida] guardando la ley hermética de “Correspondencia” con el resto de los antecedentes ya archivados. Ifá, de hecho, capta la geometría de los acontecimientos[cita requerida] y los transforma en el lenguaje simbólico.[cita requerida]

## Ley Hermética de Correspondencia
“Como arriba es abajo; como abajo es arriba. La comprensión de este principio da una clave para resolver muchos de los más obscuros problemas y paradojas de los misterios secretos de la Naturaleza.[cita requerida] Estudiando la mónada (esencia) se llega a comprender al arcángel.[cita requerida] Ejemplo: Átomo – Sistema Solar.

### Grupos fundamentales
- Desarrollo y manifestaciones de un determinado evento natural.
- Hábitat y evolución de una particular especie vegetal.
- Uno o varios detalles dentro del hábitat de una particular especie animal.

De ello se puede conocer, en el hombre, por correspondencia: 
1.er caso: El funcionamiento de uno o varios de los organismos humanos.
2.º caso: El desenvolvimiento del hombre como ser encarnado.
3.er caso: Los patrones de enseñanza y relaciones con el entorno social.
De estas referencias, surgen los eventos históricos y las leyes universales que se insertan dentro del extenso cuerpo literario de Ifá. Por tales motivos, no es descabellado pensar que dentro de un ideograma o unidad de Ifá esté presente una historia árabe, el funcionamiento de una célula, un pasaje bíblico, una referencia a la religión islámica, las leyes que rigen el movimiento de un cuerpo celeste, etc.[cita requerida] Puesto que, si pretendemos encasillar a Ifá dentro de un particular cuerpo literario, no sería un banco de datos universal.
Los adivinos de hoy creen que Ifá consiste en memorizar toda la literatura y los hechos históricos acontecidos en los pueblos yorubas antiguos. El sistema Ifá es mucho más remoto que el establecimiento del imperio yoruba.[cita requerida] Los mismos personajes históricos que formaron parte de los acontecimientos que en esa época se sucedieron, consultaban a Ifá para tener mayor éxito en sus conquistas.[cita requerida] El sistema de Ifá era utilizado muchos siglos antes de la vida y trabajo de aquellos personajes históricos que pasaron a la condición de divinidades y que hoy conforman el panteón yoruba[cita requerida] los cuales, representan a casi todos los personajes legendarios del cuerpo literario que utilizan los adivinos descendientes y seguidores del culto de los yorubas.[cita requerida]

## Leyes para codificar en una Unidad de Ifá
- Clasificación del evento antes de la aparición del ideograma de Ifá (Odù Ifá).
- Ley de “Correspondencia” del nuevo evento con la raíz semántica del Odù Ifá.
- Relación simpatética entre el nuevo evento, el entorno natural y el pensamiento.

## Representación de Ifá
Ifá está representado por las semillas que germinan y brotan del suelo (Ikin) y por los frutos que ellas producen y caen hacia el suelo (Òpèlè). De dicha representación se derivan todos los acontecimientos que tienen que ver con la creación y la existencia así como, el principio, conclusión y continuidad de la materia. La palabra Ifá se deriva en lengua yoruba de Fá —raspar, rasurar, o sea: Ifá es el “raspador o rasurador”—. Este principio esotéricamente nos da la idea de que todo lo que desaparece vuelve a aparecer mediante el rasurado (como el pelo, las plumas, las yerbas, etc.). El raspar es nuevamente crear, rasurando un pelo, reaparece uno en su lugar con el mismo mensaje de vida. De ahí la idea de la creación y del destino, tomando en cuenta la experiencia y conocimiento del pasado. Principio que nos enseña que la vida es una continuidad de eventos repetitivos en diferentes planos de existencia así como, en diferentes momentos históricos. Aunque en cada evento participen distintos agentes, todos están regidos por las mismas leyes que les dio origen.

## Leyenda sobre la palabra Ifá (Òsá Ìrètè)
Cuando Olódùmarè estaba listo para enviar a Òrúnmìlá a la tierra, él convocó a Òrúnmìlá. Cuando Òrúnmìlá llegó a Olódùmarè, Olódùmarè le dio 16 toneles de sabiduría para tragar. Mientras Òrúnmìlá estaba tragando los toneles de sabiduría, el más grande de los toneles se cayó y se rompió en pedazos. En el momento que esto pasó, Olódùmarè le dijo a Òrúnmìláque recogiera los pedazos rotos y que también raspara el piso para coger el residuo, y entonces lo recogió todo. Òrúnmìlá hizo como Olódùmarè le instruyó. Después de que Òrúnmìlá había terminado de tragárselo, Olódùmarè le dijo que él (Òrúnmìlá) había tragado la sabiduría y que la sabiduría lo enriquecería espiritualmente en todas las facetas de la vida. También Òrúnmìlá vería más allá de todos sus pares con la espiritualidad. Dentro de los siete días de adquirir este poder, Òrúnmìlá pudo ver y saber todo lo que había pasado en el pasado, cosas que estaban pasando entonces y aquellas cosas que estaban todavía por pasar en la tierra. Este poder de ver el pasado, el presente y el futuro, todavía es inherente a Ifá hoy en día.
Cuando los otros irúnmolè (divinidades) oyeron hablar de la sabiduría de Òrúnmìlá, la bendición los impulsa a ellos a inquirir a Èşù donde y cómo Òrúnmìlála consiguió. Èşù les dijo que Olódùmarè le dio 16 toneles de sabiduría a Òrúnmìlá para tragar, pero que uno de los toneles se cayó y se rompió. Oyendo esta historia, todos los Irúnmolè se apresuraron a donde el tonel se había caído con la intención de coger alguna porción de sabiduría. Èşù les dijo que Òrúnmìlá había recogido y había tragado los pedazos rotos y todo el desechó del suelo. Los Irúnmolè estaban defraudados por esta noticia, no obstante, ellos fregaron el suelo y sentían que ellos, también, habían compartido la sabiduría con Òrúnmìlá. Es el proceso de desecho, fregado y tragado que originó la palabra Ifá que, literalmente, significa "todos los desechos".
Mientras tanto en la tierra, Òrúnmìlá era el único Irúnmolè entre todos capaz de descodificar los mensajes de Olódùmarè. Antes de estar en la tierra Òrúnmìlá le enseñó Ifá a su primer discípulo y estudiante, Akódá. Él le enseñó la sabiduría a otro discípulo y estudiante, Aşèdá. Fueron estos los primeros discípulos de Ifá que hoy son conocidos como Bàbálawo, es decir, "Bàbálawo a través de un entrenamiento duro" viene a ser no solo por iniciación nada más.

## Los Odù Ifá (32 Senderos entre la Tierra y el Cielo)
Las reglas que los descomponen y los convierten en 256 variantes alternativas:
- Factores que desencadenan la ley. Los factores que la pronostican. Instigadores.
- Quien la acata o quien la viola. Reglas que se violan o se acatan. Ud (òtún) o &Ud. (A quien afecta y a quien beneficia)
- Beneficios o Maleficios. Qué pasa si se acata o se viola la ley.
- La reaparición de la ley predestinada. Identidad de la misma

## Signos de Ifá
Los Mejis de Ifá son 16:[cita requerida]
1. Ogbe Meji o Ejiogbe: el comienzo de todo en el cielo y la tierra
2. Oyeku Meji: el reino de los muertos
3. Iwori Meji: las adivinación, la inteligencia y la profetizacion
4. Odi Meji: la perversion y los vicios
5. Irosun Meji: la religiosidad y el sufrimiento humano
6. Oworin Meji: los fenómenos espirituales
7. Obara Meji: la sabiduría y la riqueza
8. Okanran Meji: la confusión y las contrariedades
9. Ogunda Meji : la lucha permanente y el poder
10. Osa Meji: el mundo de los espíritus
11. Ika Meji: la hechicería y la maldad
12. Oturupon Meji: la enfermedad y el daño
13. Otura Meji: la estabilidad y las acciones
14. Irete Meji: la reencarnación y las vidas pasadas
15. Ose Meji: los secretos religiosos
16. Ofun Meji o Oragun: los misterios y la comprensión de las cosas.

## Nombre de Los Días de La Semana y Lo Que Representan
- Lunes: OYO-AJE (El Día del Éxito Financiero)
- Martes: OYO-ISEGUN (El Día de La Victoria)
- Miércoles: OYO-RIRU - O - OYORO (El Día de La Confusión)
- Jueves: OYO-ASESE DAYYE (El Día de la Nueva Creación)
- Viernes: OYO-ETI (El Día de Contrariedades)
- Sábado: OYO-ABAMETA (El Día De Las Tres Resoluciones)
- Domingo: OYO-AIKU (El Día de La Inmortalidad)